# V-League
V-League (koreanska: V-리그) är den högsta volleybolligan för klubblag i Sydkorea, och landets enda proffsliga. V-League grundades år 2005 med sex klubbar på herrsidan, och fem klubbar på damsidan. Antalet klubbar utökades till sju på herrsidan säsongen 2005-06 och på damsidan säsongen 2021-22. V-League är en stängd serie där inget lag riskerar nedflyttning. Vinnaren av grundserien går direkt till final, medan tvåan och trean går till semifinal. Säsongen 2019-20 fick avbrytas i förtid pga. coronaviruspandemin, och inga vinnare utsågs. Även säsongen 2021-2022 avbröts i förtid, men endast på damsidan. 

## Klubbar

### Damer
| Lag                                                | Stad     | Arena               | Kapacitet |
| -------------------------------------------------- | -------- | ------------------- | --------- |
| Daejeon JungKwanJang Red Sparks                    | Daejeon  | Chungmu Gymnasium   | 6 000     |
| Gimcheon Korea Expressway Corporation Hi-Pass      | Gimcheon | Gimcheon Gymnasium  | 5 145     |
| GS Caltex Seoul KIXX                               | Seoul    | Jangchung Gymnasium | 4 618     |
| Hwaseong IBK Altos                                 | Hwaseong | Hwaseong Gymnasium  | 5 152     |
| Incheon Heungkuk Life Pink Spiders                 | Incheon  | Gyeyang Gymnasium   | 5 000     |
| Suwon Hyundai Engineering & Construction Hillstate | Suwon    | Suwon Gymnasium     | 5 145     |
| Gwangju AI Peppers                                 | Gwangju  | Yeomju Gymnasium    | 9 100     |

### Herrar
| Klubb                              | Stad      | Arena                 | Kapacitet |
| ---------------------------------- | --------- | --------------------- | --------- |
| Ansan OK Savings Bank Rush & Cash  | Ansan     | Sangnoksu Gymnasium   | 2 285     |
| Cheonan Hyundai Capital Skywalkers | Cheonan   | Yu Gwan-sun Gymnasium | 5 482     |
| Daejeon Samsung Fire Bluefangs     | Daejeon   | Chungmu Gymnasium     | 6 000     |
| Uijeongbu KB Insurance Stars       | Uijeongbu | Uijeongbu Gymnasium   | 6 240     |
| Incheon Korean Air Jumbos          | Incheon   | Gyeyang Gymnasium     | 4 270     |
| Seoul Woori Card Wibee             | Seoul     | Jangchung Gymnasium   | 4 618     |
| Suwon KEPCO Vixtorm                | Suwon     | Suwon Gymnasium       | 5 145     |

## Statistik

### Damer
| Säsong    | Vinnare                      | Finalist                     |
| --------- | ---------------------------- | ---------------------------- |
| 2005      | KT&G                         | Korea Highway Corporation    |
| 2005/2006 | Heungkuk Life                | Korea Highway Corporation    |
| 2006/2007 | Heungkuk Life                | Hyundai E&C                  |
| 2007/2008 | GS Caltex                    | Heungkuk Life                |
| 2008/2009 | Heungkuk Life                | GS Caltex                    |
| 2009/2010 | KT&G                         | Hyundai E&C                  |
| 2010/2011 | Hyundai E&C                  | Heungkuk Life                |
| 2011/2012 | KGC                          | Hyundai E&C                  |
| 2012/2013 | IBK                          | GS Caltex                    |
| 2013/2014 | GS Caltex                    | IBK                          |
| 2014/2015 | IBK                          | Korea Expressway Corporation |
| 2015/2016 | Hyundai E&C                  | IBK                          |
| 2016/2017 | IBK                          | Heungkuk Life                |
| 2017/2018 | Korea Expressway Corporation | IBK                          |
| 2018/2019 | Heungkuk Life                | Korea Expressway Corporation |
| 2019–20   | Säsongen avbruten            | Säsongen avbruten            |
| 2020/2021 | GS Caltex                    | Heungkuk Life                |
| 2021–22   | Säsongen avbruten            | Säsongen avbruten            |
| 2022/2023 | Korea Expressway Corporation | Heungkuk Life                |

#### Antal titlar per klubb
| Klubb                              | Vinnare | Finalist |
| ---------------------------------- | ------- | -------- |
| Incheon Heungkuk Life Pink Spiders | 4       | 5        |
| Hwaseong IBK Altos                 | 3       | 3        |
| GS Caltex Seoul KIXX               | 3       | 2        |
| Daejeon KGC                        | 3       | 0        |
| Suwon Hyundai E&C                  | 2       | 3        |
| Korea Expressway Corporation       | 2       | 4        |

### Herrar
| Säsong    | Vinnare           | Finalist                     |
| --------- | ----------------- | ---------------------------- |
| 2005      | Samsung Fire      | Hyundai Capital              |
| 2005/2006 | Hyundai Capital   | Samsung Fire                 |
| 2006/2007 | Hyundai Capital   | Samsung Fire                 |
| 2007/2008 | Samsung Fire      | Hyundai Capital              |
| 2008/2009 | Samsung Fire      | Hyundai Capital              |
| 2009/2010 | Samsung Fire      | Hyundai Capital              |
| 2010/2011 | Samsung Fire      | Korean Air                   |
| 2011/2012 | Samsung Fire      | Korean Air                   |
| 2012/2013 | Samsung Fire      | Korean Air                   |
| 2013/2014 | Samsung Fire      | Hyundai Capital              |
| 2014/2015 | OK Savings Bank   | Samsung Fire                 |
| 2015/2016 | OK Savings Bank   | Hyundai Capital              |
| 2016/2017 | Hyundai Capital   | Korean Air                   |
| 2017/2018 | Korean Air        | Hyundai Capital              |
| 2018/2019 | Hyundai Capital   | Korean Air                   |
| 2019–20   | Säsongen avbruten | Säsongen avbruten            |
| 2020/2021 | Korean Air        | Seoul Woori Card Wibee       |
| 2021/2022 | Korean Air        | Uijeongbu KB Insurance Stars |
| 2022/2023 | Korean Air        | Hyundai Capital              |

#### Antal titlar per klubb
| Klubb                              | Vinnare | Finalist |
| ---------------------------------- | ------- | -------- |
| Daejeon Samsung Fire Bluefangs     | 8       | 3        |
| Cheonan Hyundai Capital Skywalkers | 4       | 8        |
| Incheon Korean Air Jumbos          | 4       | 5        |
| Ansan OK Savings Bank Rush & Cash  | 2       | 0        |
| Seoul Woori Card Wibee             | 0       | 1        |
| Uijeongbu KB Insurance Stars       | 0       | 1        |

## Huvudsponsorer
| Säsong            | Namn              |
| ----------------- | ----------------- |
| 2005/06           | KT&G              |
| 2006/07           | Hyundai Hillstate |
| 2007/08 - 2016/17 | NH Nonghyup       |
| 2017/18 -         | Dodram            |